# Citharexylum matheanum
Citharexylum matheanum là một loài thực vật có hoa trong họ Cỏ roi ngựa. Loài này được Borhidi & Kereszty mô tả khoa học đầu tiên năm 1981.